# Arthur Ellery
Arthur Ellery (1870 – Elizabeth, 27 agosto 1945) è stato un regista e attore statunitense del cinema muto.

## Biografia
Nato nel 1870, Arthur Ellery, dopo aver lavorato per il teatro, iniziò la sua carriera cinematografica  a 42 anni, nel 1912, come attore alla Lubin Manufacturing Company. Dopo neanche dieci film, nel 1914 passò dietro alla macchina da presa, dirigendo per la Thanhouser la sua prima pellicola da regista, A Rural Romance. Per la casa di produzione di New Rochelle, diresse trentanove film, l'ultimo dei quali fu nel 1916 la commedia Pansy Post, Protean Player.
Arthur Ellery, che era sposato con l'attrice Marie Rainford, morì a Elizabeth, nel New Jersey, il 27 agosto 1945, all'età di 75 anni.

## Filmografia
La filmografia, secondo IMDb, è completa. Quando manca il nome del regista, questo non viene riportato nei titoli

### Regista
- A Rural Romance (1914)
- The Belle of the School (1914)
- The Keeper of the Light (1914)
- His Winning Way (1914)
- The Master Hand(1914)
- The Final Test (1914)
- The Harvest of Regrets (1914)
- The Balance of Power (1914)
- The One Who Cared (1914)
- The Touch of a Little Hand (1914)
- The Face at the Window (1914)
- The Deadline (1914)
- When Vice Shuddered (1914)
- Seeds of Jealousy (1914)
- And He Never Knew (1915)
- Big Brother Bill, co-regia James Durkin (1915)
- The Handicap of Beauty (1915)
- A Scientific Mother (1915)
- Ferdy Fink's Flirtations (1915)
- The House That Jack Moved (1915)
- It's an Ill Wind (1915)
- His Guardian Auto (1915)
- Ebenezer Explains (1915)
- The Stolen Anthurium (1915)
- The Silent Co-Ed (1915)
- Madame Blanche, Beauty Doctor (1915)
- Dot on the Day Line Boat (1915)
- P. Henry Jenkins and Mars (1915)
- Getting the Gardener's Goat (1915)
- A Plugged Nickel (1915)
- Gussie, the Graceful Lifeguard (1915)
- Pansy Post, Protean Player (1916)

### Attore
- Just Married (1912)
- The Girl in the Gingham Gown (1912)
- The Black Hand (1912)
- Locked Out  (1912)
- The Spectre Bridegroom, regia di Étienne Arnaud (1913)
- The Golden Cross (1914)
- The Desert Tribesman (1914)
- Kathleen the Irish Rose, regia di Carroll Fleming (1914)

### Sceneggiatore
- And He Never Knew, regia di Arthur Ellery  (1915)